# Георги Петров (художник живописец)
Вижте пояснителната страница за други личности с името Георги Петров.
Георги Петров е съвременен български художник, живописец.

## Биография
Роден е в Добрич на 25 юли 1978 г. Живее и работи в София.
Завършва Лесотехническия университет и Академията за музикално, танцово и изобразително изкуство в Пловдив. Собственик на авторска галерия в гр. Добрич. Твори предимно съвременна пейзажна живопис. От 2012 г. е член на Съюза на художниците на Русия.
За своето творчество споделя:
| „ | Живописта за мен е сърцебиене, любов, усещане, хъс, състояние, настроение, преживяване, емоция, понякога спонтанна, но винаги правена с отворена душа… Тя се ражда от взаимодействието между двата свята – в нас и извън нас, създаваща друга, своеобразна реалност, вдъхновена обаче, невинаги от измислени герои и случки… Рисуването е едно тайнство. Попаднеш ли във водовъртежа му, отпадат всякакви правила, канони, забрани. Всичко прелива в една условност, в която даваш особена, непредсказуема, освободена изразителност на натрупванията, на изригванията в душата. Получава се многопластов екстаз – на движението, на ритъма и разгръщането на цвета. Някаква своеобразна магичност, на която си подвластен. Тогава изгубваш представа за реалност, за време. Всичко е там – във фокуса на един градеж, една мистерия, която превзема пространствата извън тебе, за да сътвори нов свят, понякога труден за осмисляне или сложен като емоция, която си успял повече или по-малко да синтезираш в творбата си. Оттам и различния прочит на картината, различното въздействие и възприятие. | “ |

## Самостоятелни изложби
- 2013 – Варшава, Полша, Галерия на БКИ
- Прага, Чехия, Галерия на БКИ
- Бостън, САЩ, частна експозиция – Творецът среща публиката
- 2012 – Къркланд, САЩ, частна експозиция
- София, Народно събрание на Р България
- ХебросАрт, Нощ на музеите Пловдив
- 2011 – София, Галерия Артур
- София, Галерия Минерва, Гранд Хотел София
- Банско, Кемпински Хотел Гранд Арена
- 2010 г. – Питсбърг, САЩ, Галерия BMNECC
- Бостън, САЩ, Галерия Спрингстеп, фейсбук изложба „Парола любов“
- Ню Йорк, САЩ, Галерия на Генерално Консулство на Р. България
- Ню Джърси, САЩ Алфа Арт Галерия
- София, Radisson Blu Grand Hotel, Facebook изложба „Парола Любов“
- 2009 г.
- Пловдив, Салон на изкуствата „Импресия“
- Братислава, Словакия, Галерия БКИ

2006 г.
- София, Галерия „Асен Василев“ под надслов „България – моята приказка“
- София, Народно събрание на Р България

2005 г.
- София, Галерия Маестро
- Братислава, Словакия, Галерия БКИ

2004 г.
- Виена, Австрия, Дом Витгенщайн
- София, Галерия на вестник Труд
- Добрич, Откриване на авторска галерия „Георги Петров“
- Париж, Франция, Посолство на Р България

2003 г.
- Берлин, Германия, Български културен институт
- София, Галерия „Триадис“
- София, Унгарски Културен Институт

2002 г.
- Будапеща, Унгария, Български културен институт
- Варшава, Полша, Български културен институт

2001 г.
- „Усещане за вечност“ – документален филм, представящ живота и творчеството на Георги Петров. Автор г-жа Елена Димитрова, режисьор-оператор г-н Румен Смилевски, продукция на International film service
- София, Народно събрание на Р България
- София, Кемпински Хотел Зографски

2000 г.
София, НДК, Салон на изкуствата
1999 г.
- София, Галерия „Драка“

1995 г.
- Добрич, Художествена галерия

Участия в колективни изложби:
- 2012 – Хавай, Кона, САЩ – галерия Casa del Sol
- 2009 – София, Галерия Лик – „Приказки от безкрая“
- 2006 – Бизнес парк София, Business 2 Art Ace HR services
- 2005 – Мюнхенгадбах, Германия, Замък Вилкрат Насауер Щал
- 2004 – Париж, Франция, Откриване на Български културен институт
- 2002 – София, Унгарски Културен Институт
- 2002 – София, Галерия „Триадис“ – Изложба с благотворителна цел
- 2002 – София, Галерия „Витоша“ под надслов „Духовни послания“
- 2000 – София, Галерия „Ирида“ под надслов „Носталгични пейзажи“
- 1999 – Банско, Градска галерия по покана на галерия Ирида